# 江南西駅
江南西駅（こうなんにし-えき）は、中華人民共和国広東省広州市海珠区江南中街道江南大道中にある、広州地下鉄2号線の駅。

## 利用可能な鉄道路線
広州地下鉄
■2号線

## 駅構造
| 地下1階 | 北コンコース                 | 改札口、自動券売機、サービスセンター、駅商店、駅警備室、セキュリティ |  |
| 地下1階 | 南コンコース                 | 改札口、自動券売機、サービスセンター、駅商店、セキュリティ           |  |
| 地下2階 | 設備フロア                   | 駅設備                                                               |  |
| 地下3階 | 2番線                        | 2号線 昌崗へ（広州南駅方面）                                         |  |
|         | 分離式ホーム、左側の扉が開く |                                                                      |  |
|         | 連絡通路                     | 両側ホームおよびコンコースを連絡                                     |  |
|         | 分離式ホーム、左側の扉が開く |                                                                      |  |
|         | 1番線                        | 2号線 市二宮へ（嘉禾望崗方面）                                       |  |

## 駅周辺
- 広百百貨
- 万国広場（カルフール万国支店）
- 海員賓館

## 歴史
- 2002年12月29日 - 開業。

## 隣の駅
広州地下鉄
■2号線
昌崗駅 209 - 江南西駅210 - 市二宮駅 211